# Sylvia Albrechtová
Sylvia Albrechtová (* 28. října 1962 Berlín), provdaná Heckendorfová, je bývalá východoněmecká rychlobruslařka.
Do prvních mezinárodních závodů nastoupila v roce 1978, v roce 1979 již startovala na seniorském Mistrovství světa ve víceboji, kde obsadila 10. místo, a na Mistrovství světa ve sprintu, na kterém skončila čtvrtá. O rok později se na světovém šampionát ve víceboji umístila na 11. místě. Zúčastnila se Zimních olympijských her 1980, kde získala bronzovou medaili v závodě na 1000 m. V dalších olympijských startech skončila devátá (1500 m) a čtrnáctá (3000 m). Nedlouho po olympiádě v Lake Placid se vdala a ukončila sportovní kariéru.